# Hellstreifiges Doppelblattmoos
Das Hellstreifige Doppelblattmoos (Diplophyllum albicans) ist eine Lebermoos-Art aus der Familie Scapaniaceae.

## Merkmale
Das Moos bildet olivgrüne bis schmutziggrüne, dem Substrat oft nur locker aufliegende Rasen. Die schlanken Pflanzen sind wenig verzweigt, zweizeilig beblättert, um 2 Zentimeter lang und 3 bis 4 Millimeter breit. Die Blätter sind zweilappig, mit einem kleinen, schräg nach vorne gerichteten Oberlappen und dem etwa dreimal so großen und etwa waagrecht abstehenden zungenförmigen Unterlappen. 
Beide Blattlappen weisen einen deutlichen rippenartigen, gut abgegrenzten Mittelstreifen aus verlängerten, 60 bis 70 µm langen Zellen auf; die übrigen Blattzellen sind quadratisch, am Blattrand 12 bis 14 µm groß. Pro Zelle sind etwa 3 bis 5 elliptische Ölkörper vorhanden, in den verlängerten Zellen des Mittelstreifens sind es bis zu 20.
Das zur Hälfte aus den Hüllblättern herausragende Perianth ist eiförmig, an der Mündung verschmälert, gefaltet und mit Zilien besetzt. An den Blattspitzen werden häufig hellgrüne Brutkörper gebildet, diese sind einzellig und eckig. Das Moos ist diözisch.

## Verbreitung und Standortansprüche
Das Hellstreifige Doppelblattmoos ist in der nördlichen Hemisphäre verbreitet und kommt hier in Europa, Asien und Nordamerika vor. In Mitteleuropa ist es oft häufig und wächst vor allem in kalkfreien Gebieten vom Tiefland bis in die subalpine Höhenstufe. Es besiedelt als Wald- und Heidemoos Silikatfelsen und erdige Böschungen in schattigen, trockeneren, aber luftfeuchten Lagen.